# Fridolin Kurmann
Fridolin Kurmann (12. prosinca 1912.) je bivši švicarski hokejaš na travi. 
Na hokejaškom turniru na Olimpijskim igrama 1936. u Berlinu je igrao za Švicarsku. Odigrao je tri susreta kao branič. Švicarska je dijelila 5. – 11. mjesto. 
Na hokejaškom turniru na Olimpijskim igrama 1948. u Londonu je igrao za Švicarsku. Odigrao je sva tri susreta kao branič. Švicarska je dijelila 5. – 13. mjesto. 
Na hokejaškom turniru na Olimpijskim igrama 1952. u Londonu je igrao za Švicarsku. Odigrao je jedan susret kao branič. Švicarska je ispala u 1. krugu od Austrije. Švicarska je dijelila 5. – 12. mjesto.

## Vanjske poveznice
- Profil na Sports Reference.com  Arhivirana inačica izvorne stranice od 19. svibnja 2011. (Wayback Machine)